# Herman Witsius
Herman Witsius, Herman Wits o in latino Hermannus Witsius (Enkhulzen, 12 febbraio 1636 – Leida, 22 ottobre 1708), è stato un predicatore e teologo olandese calvinista.

## Biografia
Studia a Groningen, Leida, e Utrecht. È ordinato al ministero pastorale e guida la comunità di Westwoud nel 1656 e poi Wormer, Goes, e Leeuwarden. Diventa professore di teologia prima all'Università di Franeker nel 1675 e poi all'Università di Utrecht nel 1680. Nel 1698 è nominato all'Università di Leida come successore di Fiedrich Spanheim (1632-1701), dove poi morirà.
Nella sua teologia Witsius cerca di riconciliare l'ortodossia calvinista dominante con la teologia federale, conosciuta anche come "federalismo". Witsius è prima di tutto un teologo biblico, essendo specializzato in teologia sistematica.
La sua opera principale è "L'economia dei patti fra Dio e l'uomo" (pubblicata originalmente in latino; "De economia foederum Dei cum hominibus", Leeuwarden, 1677). Era stato indotto a pubblicare quest'opera afflitto dalla controversia fra i seguaci di Gisberto Voezio e quelli di Johannes Cocceius. Sebbene fosse egli stesso sostenitore della teologia federale, non era acritico del sistema dogmatico della sua chiesa, fondamentalmente scolastico. Alla fine non riesce a soddisfare né l'una né l'altra scuola.
Oltre alla sua opera principale, pubblica:
- Judaeus christianizans circa principia fidei et SS. Trinitatem (Utrecht, 1661)
- Diatribe de septem epistolarum apocalypticarum sensu historico et prophetico (Franeker, 1678)
- Exercitationes sacrae in symbolum quod apostolorum dicitur et in orationem Dominicam (Franeker, 1681)
- Miscellanea sacra (Utrecht, 1692-1700, 2 vols).